# Diagrama de Minkowski

La línea del universo (ruta amarilla) de un fotón, que está en la ubicación x=0 en el momento ct=0

El diagrama de Minkowski, también conocido como diagrama de espacio-tiempo, fue desarrollado en 1908 por Hermann Minkowski y proporciona una ilustración de las propiedades del espacio y del tiempo en la teoría de la relatividad especial. Permite obtener una comprensión cualitativa de los fenómenos correspondientes, como la dilatación del tiempo y la contracción de Lorentz, sin necesidad de ecuaciones matemáticas.
Son gráficos bidimensionales que representan eventos que suceden en un universo que consiste en una dimensión espacial y una dimensión temporal. A diferencia de un gráfico de distancia-tiempo habitual, la distancia se muestra en el eje horizontal y el tiempo en el eje vertical. Además, las  unidades de medida del tiempo y del espacio se eligen de tal manera que un objeto que se mueve a la velocidad de la luz se representa siguiendo un ángulo de 45° con respecto a los ejes del diagrama.
De esta manera, cada objeto, como un observador o un vehículo, traza una cierta línea en el diagrama, que se llama su línea de universo. Además, cada punto del diagrama representa una cierta posición en el espacio y el tiempo, y se denomina evento, independientemente de que ocurra algo relevante allí.

## Conceptos básicos

### Gráficos de posición en función del tiempo

Ejemplo de un gráfico espacio-tiempo

En el estudio de la cinemática unidimensional, los gráficos de posición frente al tiempo (también llamados gráficos de distancia-tiempo, o gráficos d-t) proporcionan un medio útil para describir el movimiento. Las características específicas del movimiento de los objetos se muestran mediante la forma y la pendiente de las líneas. En la figura adjunta, el objeto observado se aleja del origen a una velocidad uniforme de 1.66 m/s durante seis segundos, se detiene durante cinco segundos, y luego regresa al origen durante un período de siete segundos a una velocidad no constante.

### Diagramas espacio-tiempo
En su nivel más básico, un diagrama de espacio-tiempo es simplemente un gráfico de tiempo frente a la posición, con las direcciones de los ejes de un gráfico d-t habitual, intercambiadas entre sí. De esta forma, el eje vertical se refiere a los valores de la coordenada temporal, y el eje horizontal indica el valor de la coordenada espacial. Especialmente cuando se usan en teoría de la relatividad especial (TRE), los ejes temporales de un diagrama espacio-tiempo se escalan por la velocidad de la luz c, y por lo tanto, son frecuentemente etiquetados como ct. Esto cambia la dimensión de la cantidad física con la que se mide el <Tiempo> por una <Longitud>, de acuerdo con la dimensión asociada a los ejes espaciales, que se etiquetan frecuentemente como x.

### Configuración estándar

Diagrama galileano de dos marcos de referencia en configuración estándar

Para facilitar la comprensión de cómo se comparan las coordenadas del espacio-tiempo, medidas por observadores en diferentes marcos de referencia, es útil trabajar con una configuración simplificada. Interpretando cuidadosamente los diagramas, es posible simplificar las matemáticas inherentes al movimiento sin pérdida de generalidad en las conclusiones que se alcanzan. Dejando a un lado el componente temporal por el momento, dos sistemas de referencia inerciales (es decir, dos marcos situados en el espacio tridimensional convencional), S y S'(pronunciado "S prima"), cada uno con los observadores O y O' en reposo en sus respectivos marcos, pero observando al otro moverse con velocidades ±v, se dice que se hallan en una configuración estándar, cuando:
- Los ejes x, y, z del marco S están orientados en paralelo a los respectivos ejes de coordenadas asociados al cuadro S'.
- El marco S′ se mueve en la dirección x del marco S con una velocidad constante v según se mide desde el marco S.
- La posición de los orígenes de los marcos S y S' coincide para el tiempo t=0 en el cuadro S y t′=0 en el cuadro S′.[2]: 107

Esta configuración espacial se muestra en la figura adjunta, en la que las coordenadas temporales se anotan por separado, al igual que las cantidades t y t'.
En un paso adicional de simplificación, a menudo es posible considerar solo la dirección del movimiento observado e ignorar las otras dos componentes espaciales, permitiendo que x y ct se representen en diagramas espaciotemporales bidimensionales, como se ha comentado anteriormente.

### Diagramas de Minkowski
El término diagrama de Minkowski se refiere a una forma específica de diagrama de espacio-tiempo que se usa con frecuencia en la relatividad especial. El término se usa tanto en un sentido genérico como particular. En general, un diagrama de Minkowski es una representación gráfica bidimensional de una parte del espacio-tiempo de Minkowski, generalmente donde el espacio se ha reducido a una sola dimensión. Las unidades de medida en estos diagramas se toman de manera tal que el cono de luz en un evento consiste en las líneas de pendiente más o menos uno que pasan a través del punto de la gráfica asociado a ese evento. Las líneas horizontales corresponden a la noción usual de eventos simultáneos para un observador estacionario con respecto al origen.
Un diagrama de Minkowski particular ilustra el resultado de una transformación de Lorentz. La transformación de Lorentz relaciona dos marcos de referencia, cuando un observador estacionario en el evento (0, 0) realiza un cambio de velocidad en el eje x. El nuevo eje de tiempo del observador forma un ángulo α con el eje de tiempo anterior, con α < π4 (es decir, α < 45°). En el nuevo marco de referencia, los eventos simultáneos se sitúan en líneas rectas paralelas a una línea recta inclinada con el ángulo α respecto a las líneas de simultaneidad anteriores. Este es el nuevo eje x. Tanto el conjunto original de ejes como el conjunto de ejes en desplazamiento tienen la propiedad de que son ortogonales con respecto al espacio-tiempo de Minkowski o al producto con punto relativista.
Sea cual sea la magnitud de α, la línea t=x forma el bisector del universo observable.
Por ejemplo, las unidades de medida del espacio y del tiempo en los ejes pueden tomarse como uno de los pares siguientes:
- Unidades de ~ 30 centímetros de longitud y nanosegundos.
- Unidades astronómicas e intervalos de unos 8 minutos y 19 segundos (499 segundos)
- Años luz y años
- Segundos luz y segundos

De esta manera, las trayectorias de la luz se representan mediante líneas paralelas a la bisectriz entre los dos ejes, es decir, líneas rectas con pendiente 1, o lo que es lo mismo, inclinadas 45°.

## Diagramas del espacio-tiempo en la física newtoniana

En la física newtoniana, el evento en A se asigna al mismo punto en el tiempo para ambos observadores

Los ejes negros etiquetados como x y ct en el diagrama adjunto son el sistema de coordenadas de un observador, denominado en reposo, y que está ubicado en x = 0. La línea del universo de este observador es idéntica al eje de tiempo ct. Cada línea paralela a este eje correspondería también a un objeto en reposo pero en otra posición. La línea azul describe un elemento que se mueve con velocidad constante v hacia la derecha, como podría ser un observador en movimiento.
Esta línea azul etiquetada como ct′ puede interpretarse como el eje del tiempo para el segundo observador. Junto con el eje x, que es idéntico para ambos observadores, representa su sistema de coordenadas. Dado que los marcos de referencia están en configuración estándar, ambos observadores están de acuerdo con la ubicación del origen de sus sistemas de coordenadas. Los ejes para el observador en movimiento no son perpendiculares entre sí y la escala en su eje de tiempo se estira. Para determinar las coordenadas de un determinado evento, se deben construir dos líneas, cada una paralela a uno de los dos ejes, pasando por el evento, y se leen sus intersecciones con los ejes.
La determinación de la posición y el tiempo del evento A como el mostrado en el ejemplo representado en el diagrama, lleva a la misma hora para ambos observadores, como se esperaba. Solo para la posición se obtienen valores diferentes, ya que el observador en movimiento se ha acercado a la posición del evento A desde el instante t =  0. En general, todos los eventos en una línea paralela al eje x ocurren simultáneamente para ambos observadores. Se considera un único tiempo universal t = t′, que impone la existencia de un eje de posición común. Por otro lado, debido a sus dos ejes de posición diferentes, los observadores suelen medir coordenadas diferentes para el mismo evento. Esta traducción gráfica de x y t a x′ y t′ y viceversa se describe matemáticamente por la denominada transformación de Galileo.

## Diagramas de Minkowski en la relatividad especial

En la teoría de la relatividad, cada observador asigna el evento en A a una hora y ubicación diferentes

En 1905, Albert Einstein descubrió que la descripción newtoniana es incorrecta, con Hermann Minkowski en 1908 proporcionando la representación gráfica. El espacio y el tiempo tienen propiedades que conducen a diferentes reglas para la traslación de coordenadas en el caso de observadores en movimiento. En particular, los eventos que se estima que suceden simultáneamente desde el punto de vista de un observador, ocurren en diferentes momentos para el otro.
En el diagrama de Minkowski, esta relatividad de la simultaneidad se corresponde con la introducción de un {\displaystyle x'} separado para el observador en movimiento. Siguiendo la regla descrita anteriormente, cada observador interpreta todos los eventos en una línea paralela a su eje {\displaystyle x} o {\displaystyle x'} como simultáneos. La secuencia de eventos desde el punto de vista de un observador se puede ilustrar gráficamente desplazando esta línea en el diagrama de abajo hacia arriba.
Si se asigna ct en lugar de t en los ejes de tiempo, el ángulo α entre los ejes de x y x′ será idéntico al de los ejes de tiempo ct y ct′. Esto se desprende del segundo postulado de la relatividad especial, que dice que la velocidad de la luz es la misma para todos los observadores, independientemente de su movimiento relativo (véase más adelante). El ángulo α viene dado por:
{\displaystyle \tan(\alpha )={\frac {v}{c}}=\beta }

Diferentes escalas en los ejes

La traslación correspondiente de x y t a x′ y t′ y viceversa se describe matemáticamente mediante la transformación de Lorentz, que es {\displaystyle ct'=\gamma (ct-\beta x)}. En el eje x′, t′ = 0, entonces {\displaystyle t=\beta x/c}. Esto implica que la pendiente de x′ es {\displaystyle {\frac {\Delta ct}{\Delta x}}=\beta =\tan(\alpha )}. Independientemente de los ejes de espacio y tiempo que surjan a través de dicha transformación, en un diagrama de Minkowski corresponden a los diámetros conjugados de un par de hipérbolas. Las escalas en los ejes se proporcionan de la siguiente manera: si U es la longitud de la unidad en los ejes de ct y x respectivamente, la longitud de la unidad en los ejes de ct′ y x′ es:
{\displaystyle U'=U\cdot {\sqrt {\frac {1+\beta ^{2}}{1-\beta ^{2}}}}\,.}
El eje ct representa la línea del universo de un reloj que descansa en S, con U que representa el tiempo transcurrido entre dos eventos que suceden en esta línea, también llamada de tiempo propio entre estos eventos. La longitud U sobre el eje x representa la longitud en reposo o longitud propia de una barra que descansa en S. La misma interpretación también se puede aplicar a la distancia U′ sobre los ejes ct′ y x′ para los relojes y barras que descansan en S′.

### Historia
En el artículo de Minkowski de 1908, había tres diagramas: el primero para ilustrar la transformación de Lorentz; el segundo con la división del plano por el cono de luz; y finalmente, la ilustración de las líneas del universo. El primer diagrama usó una rama de hipérbola unitaria {\displaystyle t^{2}-x^{2}=1} para mostrar el lugar geométrico de una unidad de tiempo propio dependiendo de la velocidad, lo que ilustra la dilatación del tiempo. El segundo diagrama muestra la hipérbola conjugada para calibrar el espacio, donde un estiramiento similar deja la impresión causada por la contracción de Lorentz. En 1914, Ludwik Silberstein incluyó un diagrama de la Representación de Minkowski de la transformación de Lorentz. Este diagrama incluyó la hipérbola unitaria, su conjugado y un par de diámetros conjugados. Desde la década de 1960, una versión de esta configuración más completa también ha sido denominada diagrama de Minkowski, y se ha utilizado como una ilustración estándar de la geometría de las transformaciones de la relatividad especial. Edmund Whittaker señaló que el principio de relatividad es equivalente a la arbitrariedad de qué radio de hipérbola se selecciona para el transcurso del tiempo en el diagrama de Minkowski. En 1912, Gilbert N. Lewis y Edwin Bidwell Wilson aplicaron los métodos de la geometría sintética para desarrollar las propiedades del plano en la geometría no euclidiana que incluye los diagramas de Minkowski.

## Diagrama de Loedel
Mientras que el marco en reposo tiene ejes de espacio y tiempo en ángulos rectos, el marco en movimiento tiene ejes (marcados con primas ') que forman un ángulo agudo. Dado que los marcos deben ser equivalentes, la asimetría puede ser perturbadora. Sin embargo, varios autores demostraron que hay un marco de referencia entre los que se encuentran en reposo y los que están en movimiento, donde su simetría sería aparente (denominado marco mediano). En este marco de referencia, los otros dos marcos se mueven en direcciones opuestas con la misma velocidad. El uso de tales coordenadas hace que las unidades de longitud y tiempo sean las mismas para ambos ejes. Si β = vc y γ = 1√1 − β2 se dan entre S y S', entonces estas expresiones están conectadas con los valores en su marco mediano S0 de la siguiente manera:
{\displaystyle {\begin{aligned}(1)&&\beta &={\frac {2\beta _{0}}{1+{\beta _{0}}^{2}}},\\(2)&&\beta _{0}&={\frac {\gamma -1}{\beta \gamma }}.\end{aligned}}}
Por ejemplo, si β = 0.5 entre S y S′, entonces según la ecuación (2) se están moviendo en su marco mediano S0 con aproximadamente ±0.268c cada uno en direcciones opuestas. Por otro lado, si β0 = 0.5 en S0, entonces por la ecuación (1), la velocidad relativa entre S y S′ en sus propios marcos en reposo es 0.8c. La construcción de los ejes de S y S' se realiza de acuerdo con el método ordinario utilizando tan α = β0 con respecto a los ejes ortogonales del marco mediano (Fig. 1).
Sin embargo, resulta que, al dibujar un diagrama tan simétrico, es posible deducir las relaciones del diagrama incluso sin mencionar el marco mediano y el ángulo β0 en absoluto. En su lugar, la velocidad relativa β = vc entre S y S′ se puede determinar directamente según la siguiente construcción, proporcionando el mismo resultado: Si φ es el ángulo entre los ejes de ct′ y ct (o entre x y x′), y θ entre los ejes de x′ y ct′, se tiene que:
{\displaystyle {\begin{aligned}\sin \varphi =\cos \theta &=\beta ,\\\cos \varphi =\sin \theta &={\frac {1}{\gamma }},\\\tan \varphi =\cot \theta &=\beta \cdot \gamma .\end{aligned}}}
Dos métodos de construcción son obvios de acuerdo con la Fig. 2: (a) El eje x se dibuja perpendicular al eje ct′, los ejes x′ y ct se agregan en el ángulo φ; (b) el eje x'se dibuja en el ángulo θ con respecto al eje ct′, el eje x se agrega perpendicular al eje ct′ y el eje ct perpendicular al eje x′.
Además, los diagramas (x, t; x′ ,t′) del vector R son sus componentes contravariantes, y (ξ, τ; ξ′, τ′) sus componentes covariantes.

### Historia
- Max Born (1920) dibujó diagramas de Minkowski colocando el eje ct′ casi perpendicular al eje x, así como el eje ct al eje x′, para demostrar la contracción de la longitud y la dilatación del tiempo en el caso simétrico de dos barras y dos relojes que se mueven en dirección opuesta.[18]
- Dmitry Mirimanoff (1921) mostró que siempre hay un marco mediano con respecto a dos marcos en movimiento relativo, y dedujo las relaciones entre ellos a partir de la transformación de Lorentz. Sin embargo, no dio una representación gráfica en un diagrama.[12]
- Paul Gruner desarrolló sistemáticamente diagramas simétricos en colaboración con Josef Sauter en dos artículos en 1921. Demostraron el comportamiento de efectos relativistas como la contracción de la longitud y la dilatación del tiempo y algunas relaciones con vectores covariantes y contravariantes.[15][16] Gruner extendió este método en una serie de artículos subsiguientes (1922-1924), y también dio crédito al tratamiento de Mirimanoff.[19][20][21][22][23][24]
- La construcción de diagramas simétricos de Minkowski fue posteriormente redescubierta independientemente por varios autores. Por ejemplo, a partir de 1948, Enrique Loedel Palumbo publicó una serie de artículos en idioma español, presentando los detalles de dicho enfoque.[25][26] En 1955, Henri Amar también publicó un artículo que presentaba tales relaciones y dio crédito a Loedel en un artículo posterior de 1957.[27][28] Algunos autores de libros de texto utilizan diagramas de Minkowski simétricos, que denominan como diagramas de Loedel.[14][17]

## Dilatación del tiempo

Dilatación del tiempo: ambos observadores consideran que el reloj del otro funciona más lento

La dilatación del tiempo relativista significa que se observa que un reloj (que indica su tiempo propio) que se mueve en relación con un observador corre más lento. De hecho, se observa que el tiempo en sí mismo en el marco del reloj en movimiento corre más lento. Esto se puede leer inmediatamente en el diagrama de Loedel adjunto de manera bastante directa, porque las longitudes de las unidades en los dos sistemas de ejes son idénticas. Por lo tanto, para comparar la lectura entre los dos sistemas, simplemente se pueden comparar las longitudes como aparecen en la página: no se necesita considerar el hecho de que las longitudes de las unidades en cada eje están distorsionadas por el factor
{\displaystyle {\sqrt {\frac {1+\beta ^{2}}{1-\beta ^{2}}}}\,,}
que se tendría que tener en cuenta en el diagrama de Minkowski correspondiente.
Se supone que el observador cuyo marco de referencia está dado por los ejes negros se mueve desde el origen O hacia A. El reloj en movimiento tiene el marco de referencia dado por los ejes azules y se mueve de O a B. Para el observador negro, todos los eventos que suceden simultáneamente con el evento en A se ubican en una línea recta paralela a su eje espacial. Esta línea pasa a través de A y B, por lo que A y B son simultáneos desde el marco de referencia del observador con ejes negros. Sin embargo, el reloj que se mueve en relación con el observador negro marca el tiempo del evento en el eje de tiempo azul. Esto está representado por la distancia de O a B. Por lo tanto, el observador en A con los ejes negros nota que su reloj marca el lapso de O a A mientras observa que el reloj se mueve en relación con él para leer la distancia de O a B, debido a que la distancia de O a B es más pequeña que la de O a A, y concluyen que el tiempo que transcurre en el reloj que se mueve en relación con ellos es menor que el que transcurrió en su propio reloj.
Un segundo observador, que se ha movido junto con el reloj de O a B, argumentará que el otro reloj no había alcanzado C hasta este momento, y que por lo tanto, este reloj funciona más lento. La razón de estas afirmaciones aparentemente paradójicas es la diferente determinación de los eventos que suceden de forma sincrónica en diferentes ubicaciones. Debido al principio de la relatividad, la pregunta de quién tiene razón no tiene respuesta y tampoco tiene sentido.

## Contracción de la longitud

Contracción de la longitud: ambos observadores consideran que los objetos que se mueven con el otro observador son más cortos

La contracción de longitud relativista significa que la longitud propia de un objeto que se mueve en relación con un observador disminuye, y finalmente, también el espacio mismo se contrae en este sistema. Se supone de nuevo que el observador se mueve en el eje ct. Se supone que las líneas del universo de los puntos finales de un objeto que se mueven en relación con él se desplazan en el eje ct′ y la línea paralela que pasa a través de A y B. Para este observador, los puntos extremos del objeto en t = 0 son O y A. Por un segundo, el observador se mueve junto con el objeto, de modo que para él el objeto está en reposo, y tiene la longitud propia OB en t′ = 0, debido a que OA < OB. El objeto queda contraído para el primer observador.
El segundo observador argumentará que el primer observador ha evaluado los puntos extremos del objeto en O y A respectivamente, y por lo tanto, en diferentes momentos, lo que lleva a un resultado incorrecto debido a que mientras tanto se ha movido. Si el segundo observador investiga la longitud de otro objeto con puntos extremos que se mueven en el eje ct y una línea paralela que pasa por C y D, concluye de la misma manera que este objeto se contrae de OD a OC. Cada observador estima que los objetos que se mueven con el otro observador se contraen. Esta situación aparentemente paradójica es nuevamente una consecuencia de la relatividad de la simultaneidad, como lo demuestra el análisis a través del diagrama de Minkowski.
Para todas estas consideraciones, se asumió que ambos observadores toman en cuenta la velocidad de la luz y su distancia a todos los eventos que ven para determinar los tiempos reales en que estos eventos ocurren desde su punto de vista.

## Constancia de la velocidad de la luz

Diagrama de Minkowski para 3 sistemas de coordenadas. Para las velocidades relativas al sistema en negro se fijan v′ = 0.4c y v″ = 0.8c

Otro postulado de la relatividad especial es la constancia de la velocidad de la luz, que afirma que cualquier observador en un marco de referencia inercial que mida la velocidad de la luz en el vacío relativa a sí mismo, obtiene el mismo valor independientemente de su propio movimiento y el de la fuente de luz. Esta afirmación parece paradójica, pero se deduce inmediatamente de la ecuación diferencial que rige su movimiento, y el diagrama de Minkowski está de acuerdo con este postulado. Explica también el resultado del experimento de Michelson y Morley, que se consideró un misterio antes de que se descubriera la teoría de la relatividad, cuando se pensaba que los fotones eran ondas que se desplazaban a través de un medio indetectable, el éter.
Para las líneas del universo de los fotones que pasan por el origen en diferentes direcciones, se mantiene que x = ct y que x = −ct. Eso significa que cualquier posición en esa línea del universo se corresponde con pasos en los ejes x y ct de igual valor absoluto. De la regla para la lectura de coordenadas en el sistema de coordenadas con ejes inclinados se sigue que las dos líneas del universo son las bisectrices del ángulo formado por los ejes x y ct. El diagrama de Minkowski muestra que también son bisectrices angulares de los ejes x′ y ct′. Eso significa que ambos observadores miden la misma velocidad c para ambos fotones.
Se pueden agregar a este diagrama de Minkowski sistemas de coordenadas adicionales correspondientes a observadores con velocidades arbitrarias. Para todos estos sistemas, ambas líneas del universo fotónicas representan las bisectrices de los ángulos que forman los ejes. Cuanto más se acerca la velocidad relativa a la velocidad de la luz, más se acercan los ejes a la bisectriz del ángulo correspondiente. El eje {\displaystyle x} es siempre más tendido, y el eje temporal más pronunciado que las líneas del universo de los fotones. Las escalas en ambos ejes son siempre idénticas, pero generalmente diferentes de las de los otros sistemas de coordenadas.

## Velocidad de la luz y causalidad

Pasado y futuro relativo al origen. Para las zonas grises no es posible una clasificación temporal correspondiente

Las líneas rectas que pasan por el origen, con pendientes más elevadas que las líneas del universo de los fotones, se corresponden con los objetos que se mueven más lentamente que la velocidad de la luz. Si esto se aplica a un objeto, entonces se aplica desde el punto de vista de todos los observadores, porque las líneas del universo de estos fotones son las bisectrices del ángulo para cualquier marco de referencia inercial. Por lo tanto, cualquier punto por encima del origen y entre las líneas del universo de ambos fotones se puede alcanzar con una velocidad menor que la de la luz y puede tener una relación de causa y efecto con el origen. Esta área es el futuro absoluto, porque cualquier evento que ocurra después, se compara con el evento representado por el origen, independientemente del observador, lo cual es obvio gráficamente a partir del diagrama de Minkowski.
Siguiendo el mismo argumento, el rango por debajo del origen y entre las líneas del universo fotónico representa el pasado absoluto en relación con el origen. Cualquier evento allí pertenece definitivamente al pasado y puede ser la causa de un efecto en el origen.
La relación entre cualquiera de estos pares de eventos se denomina temporal, porque tienen entre sí un lapso de tiempo mayor que cero para todos los observadores. Una línea recta que conecta estos dos eventos es siempre el eje temporal de un posible observador para el cual ocurren en el mismo lugar. Dos eventos que se pueden conectar solo con la velocidad de la luz, se denominan lumínicos.
En principio, se puede agregar una dimensión adicional del espacio al diagrama de Minkowski, lo que conduce a una representación tridimensional. En este caso, los rangos de futuro y pasado se convierten en conos con vértices que se tocan entre sí en el origen. Se llaman conos de luz.

## La velocidad de la luz como límite

Enviar un mensaje a velocidad superior a la de la luz a través de O desde A hasta B en el pasado. Ambos observadores consideran que el orden temporal de los pares de eventos O y A, así como A y B, son diferentes

Siguiendo el mismo argumento, todas las líneas rectas que pasan por el origen y que son más horizontales que las líneas del universo de fotones, corresponderían a objetos o señales que se mueven más rápido que la luz independientemente de la velocidad del observador. Por lo tanto, no se puede alcanzar ningún evento fuera de los conos de luz desde el origen, ni siquiera mediante una señal luminosa, ni mediante ningún objeto o señal que se mueva con una velocidad inferior a la de la luz. Tales pares de eventos se denominan espaciales, porque tienen una distancia espacial finita diferente de cero para todos los observadores. Por otro lado, una línea recta que conecta dichos eventos es siempre el eje de coordenadas espaciales de un posible observador para el cual ocurren al mismo tiempo. Por una ligera variación de la velocidad de este sistema de coordenadas en ambas direcciones, siempre es posible encontrar dos marcos de referencia inerciales cuyos observadores estiman que el orden cronológico de estos eventos es diferente.
Por lo tanto, un objeto que se mueve más rápido que la luz, por ejemplo, de O a A en el diagrama adjunto, implicaría que para cualquier observador que presencie que el objeto se mueve de O a A, se puede encontrar otro observador (moviéndose a una velocidad menor que la de la luz con respecto de la primera) para quien el objeto se mueve de A a O. La pregunta de qué observador tiene razón no tiene una respuesta única, y por lo tanto no tiene sentido físico. Cualquier objeto o señal en movimiento violaría el principio de causalidad.
Además, cualquier medio técnico general para enviar señales más rápido que la luz permitiría que la información se envíe al propio pasado del autor. En el diagrama, un observador en O en el sistema x-ct envía un mensaje moviéndose más rápido que la luz a A. En A, es recibido por otro observador, moviéndose para estar en el sistema x′-ct′, quien lo envía de vuelta, otra vez más rápido que la luz, y llega a B. Pero B está en el pasado en relación con O. Lo absurdo de este proceso se hace evidente cuando ambos observadores confirman posteriormente que no recibieron ningún mensaje, pero todos los mensajes se dirigieron al otro observador, como se puede ver gráficamente en el diagrama de Minkowski. Además, si fuera posible acelerar a un observador a la velocidad de la luz, sus ejes de espacio y tiempo coincidirían con el ángulo de la bisectriz. El sistema de coordenadas colapsaría, en concordancia con el hecho de que debido a la dilatación del tiempo, el tiempo dejaría de pasar efectivamente por ellos.
Estas consideraciones muestran que la velocidad de la luz como límite es una consecuencia de las propiedades del espacio-tiempo y no de las propiedades de los objetos o de sus limitaciones, como las naves espaciales tecnológicamente imperfectas. La prohibición del movimiento más rápido que la luz, por lo tanto, no tiene nada que ver en particular con las ondas electromagnéticas o la luz, sino que viene como consecuencia de la estructura del espacio-tiempo.

## Epónimo
Cuando Taylor y Wheeler escribieron "Spacetime Physics" (1966), no usaron el término diagrama de Minkowski para su geometría del espacio-tiempo. En su lugar, incluyeron un reconocimiento de la contribución de Minkowski a la filosofía por la totalidad de su innovación de 1908.
Cuando se sintetiza en un dibujo lineal, entonces cualquier figura que muestre hipérbolas conjugadas, con una selección de diámetros conjugados, cae en esta categoría. Los estudiantes que hagan dibujos para acompañar los ejercicios contenidos en las páginas 165–171 de la obra de George Salmon A Treatise on Conic Sections (1900) (sobre diámetros conjugados), estarán utilizando diagramas de Minkowski.

## Diagrama espacio-tiempo de un observador acelerado en la relatividad especial

Transformación de Lorentz de la línea del universo

Los marcos inerciales se mueven momentáneamente en la línea del universo de un observador (centro de la imagen) que acelera rápidamente. La dirección vertical indica el tiempo, mientras que la horizontal indica la distancia, la línea discontinua es la trayectoria del espacio-tiempo (la línea del universo) del observador. Los pequeños puntos son eventos específicos en el espacio-tiempo. Si se imagina que estos eventos son el destello de una luz, entonces los eventos que pasan las dos líneas diagonales en la mitad inferior de la imagen (el cono de luz anterior del observador en el origen) son los eventos visibles para el observador. La pendiente de la línea del universo (su desviación con respecto a la vertical) le da la velocidad relativa al observador. Téngase en cuenta cómo cambia el marco inercial del movimiento simultáneo cuando el observador acelera.